# El Ejército Español
El Ejército Español fue un diario publicado en Madrid entre 1888 y 1928.

## Historia
El diario, nacido en 1888, sacó a la calle su primer número el 2 de enero de aquel año. Fue una publicación con carácter diario, excepto domingos y festivos, que no salía. De ideología ultraconservadora, en sus primeros tiempos El Ejército Español fue un órgano de expresión de aquellos sectores del ejército partidarios de las reformas propugnadas por el general Manuel Cassola. También llegó a mantener frecuentes polémicas con La Correspondencia Militar, otro diario de carácter militar con el que vino a sostener una abierta competencia. Se opondría a la instauración de las Juntas de Defensa, en 1917.
En noviembre de 1928 se fusionó con La Correspondencia Militar.